# Zhigansky (huyện)
Huyện Zhigansky (tiếng Nga: ? райо́н) là một huyện hành chính tự quản (raion), của Cộng hòa Sakha, Nga. Huyện có diện tích 142416 kilômét vuông, dân số thời điểm ngày 1 tháng 1 năm 2000 là 2800 người. Trung tâm của huyện đóng ở Zhigansk.